# 360-й гаубичный артиллерийский полк
Не следует путать с 360-м гаубичным артиллерийским полком 237-й гаубичной артиллерийской бригады
360-й гаубичный артиллерийский полк — воинская часть Вооружённых Сил СССР в Великой Отечественной войне. Полк мог называться с добавлением аббревиатур «РГК» или «РВГК»

## История
Принимал участие в Зимней войне.
В действующей армии во время ВОВ с 22 июня 1941 по 11 сентября 1943 года.
На 22 июня 1941 года дислоцировался в Лепеле . В бои вступил в первые дни июля 1941 года. В июле 1941 года действует в составе 62-го стрелкового корпуса, в его составе отступает под давлением войск противника на север, между Полоцком и Витебском.
По состоянию на 7 июля 1941 года полк держал оборону на участке Убоино, Надёжино (Шумилинский район, Витебская область). 9 июля 1941 года командованием корпуса было принято решение об отводе войск, перед полком была поставлена задача обеспечить переправу у Оболи.. Там же полк попал в окружение, выходит из него в течение июля 1941 года в направлении Невель — Великие Луки. В течение августа 1941 года участвует в обороне Великих Лук, поддерживает в последней декаде августа 1941 года наступление советских войск и попадает в окружение уже под Великими Луками. По состоянию на 28 августа 1941 года в район Торопца из состава полка из окружения вышли два орудия с личным составом.. В этот же день по-видимому вышли и ещё орудия, поскольку на этот же день полку была поставлена задача обороны под Торопцом рубежа Заликовское, Речане, Новое Бридино..
С начала октября 1941 года отходит по направлению к Ржеву и далее. На 14 октября 1941 года 1-й и 3-й дивизионы полка дислоцировались в Старице, действуя совместно с подразделениями 174-й стрелковой дивизии . С тех пор и до конца 1942 года принимает участие в Ржевской битве, попадал в окружения. Так, летом 1942 года дислоцируется в деревне Елизарово Оленинского района 
В октябре 1942 года отведён в резерв, восстановлен и с 1943 года действует в Калужской области. Так, в феврале 1943 года принимает участие в Жиздринской операции, ведёт бои в районе деревень Пузановка, Буда-Монастырская, Ливадия (Думиничский район Калужской области). В марте 1943 года поддерживает 413-ю стрелковую дивизию в её боях на территории Спас-Деменского района (деревни Новоселки, Куземки, Красная Слобода, Бездон, Ерши, Чипляево).
В апреле 1943 года вновь отведён в резерв фронта и затем передан в 11-ю гвардейскую армию. В её составе участвует в Орловской наступательной операции, поддерживая в наступлении 8-й гвардейский стрелковый корпус в районе деревень Перестряж, Белый Верх и в дальнейшем наступлении.
11 сентября 1943 года обращён на формирование 116-й тяжёлой гаубичной артиллерийской бригады.

## Подчинение
| Дата            | Фронт (округ)     | Армия                  | Корпус                            | Дивизия                            | Бригада                                        |
| --------------- | ----------------- | ---------------------- | --------------------------------- | ---------------------------------- | ---------------------------------------------- |
| 22.06.1941 года | Западный фронт    | -                      | -                                 | -                                  | -                                              |
| 01.07.1941 года | Западный фронт    | -                      | -                                 | -                                  | -                                              |
| 10.07.1941 года | Западный фронт    | 19-я армия             | -                                 | -                                  | -                                              |
| 01.08.1941 года | Западный фронт    | 22-я армия             | -                                 | -                                  | -                                              |
| 01.09.1941 года | Западный фронт    | 22-я армия             | -                                 | -                                  | -                                              |
| 01.10.1941 года | Западный фронт    | 22-я армия             | -                                 | -                                  | -                                              |
| 01.11.1941 года | Калининский фронт | 22-я армия             | -                                 | -                                  | -                                              |
| 01.12.1941 года | Калининский фронт | 29-я армия             | -                                 | -                                  | кроме 1-го дивизиона в составе 22-й армии      |
| 01.01.1942 года | Калининский фронт | 39-я армия             | -                                 | -                                  | -                                              |
| 01.02.1942 года | Калининский фронт | 39-я армия             | -                                 | -                                  | -                                              |
| 01.03.1942 года | Калининский фронт | 39-я армия             | -                                 | -                                  | -                                              |
| 01.04.1942 года | Калининский фронт | -                      | -                                 | -                                  | кроме 1-го дивизиона в составе 39-й армии      |
| 01.05.1942 года | Калининский фронт | 29-я армия             | -                                 | -                                  | кроме 1-го дивизиона в составе 39-й армии      |
| 01.06.1942 года | Калининский фронт | 29-я армия             | -                                 | -                                  | кроме 1-го дивизиона в составе 39-й армии      |
| 01.07.1942 года | Калининский фронт | 29-я армия             | -                                 | -                                  | -                                              |
| 01.08.1942 года | Калининский фронт | 29-я армия             | -                                 | -                                  | -                                              |
| 01.09.1942 года | Калининский фронт | 29-я армия             | -                                 | -                                  | -                                              |
| 01.10.1942 года | Западный фронт    | 29-я армия             | -                                 | -                                  | -                                              |
| 01.11.1942 года | Западный фронт    | -                      | -                                 | -                                  | -                                              |
| 01.12.1942 года | Западный фронт    | 20-я армия             | -                                 | -                                  | -                                              |
| 01.01.1943 года | Западный фронт    | 31-я армия             | -                                 | -                                  | -                                              |
| 01.02.1943 года | Западный фронт    | 31-я армия             | -                                 | -                                  | -                                              |
| 01.03.1943 года | Западный фронт    | 16-я армия             | -                                 | -                                  | -                                              |
| 01.04.1943 года | Западный фронт    | 50-я армия             | -                                 | -                                  | -                                              |
| 01.05.1943 года | Западный фронт    | -                      | -                                 | -                                  | -                                              |
| 01.06.1943 года | Западный фронт    | 11-я гвардейская армия | -                                 | -                                  | -                                              |
| 01.07.1943 года | Западный фронт    | 11-я гвардейская армия | -                                 | -                                  | -                                              |
| 01.08.1943 года | Брянский фронт    | 11-я гвардейская армия | -                                 | 3-я артиллерийская дивизия прорыва | 116-я тяжёлая гаубичная артиллерийская бригада |
| 01.09.1943 года | Брянский фронт    | 11-я гвардейская армия | 8-й артиллерийский корпус прорыва | 3-я артиллерийская дивизия прорыва | 116-я тяжёлая гаубичная артиллерийская бригада |

## Командиры
- гвардии подполковник Владимир Дмитриевич Нежданов (на февраль 1943)[7]